# Давід Вілья
Даві́д Ві́лья Са́нчес (ісп. David Villa Sánchez; нар. 3 грудня 1981, Лангрео, Астурія, Іспанія) — колишній іспанський футболіст, нападник. Рекордсмен збірної Іспанії за кількістю забитих у її складі голів (59 у 98 іграх протягом 2005–2017 років).

## Клубна кар'єра
Давид любив футбол ще з раннього дитинства. Батько підтримував захоплення сина і вони тренувалися двоє. Всі надії на велике спортивне майбутнє могла перекреслити травма, якої Давид зазнав у 4-річному віці — перелом стегна. Півроку в гіпсі. Давид ріс невисоким і худеньким хлопчиком, у дитинстві йому навіть спеціально давали вітаміни, щоб підсилити організм. Вже тоді відзначався великою швидкістю і енергійністю на полі.
Невдало закінчилась перша спроба записатися до футбольної школи — Вільї відмовили у клубі «Ов'єдо», зате прийняли до рідний Лангрео. Там футболіст тренувався до 1999 року, коли талановитого хлопця запросили до головної команди Астурії — хіхонського «Спортінга», чия академія виховала багато відомих футболістів — Кіні, Луїса Енріке, Ангуло та ін.
Сезон 2000/01 нападник проводить у дублі «Спортінга» — команді «Спортінг-B», котра виступала у дивізіоні Сегунда-B. Уже наступний сезон він грає за головну команду в Сегунді і забиває 18 голів, оскільки відразу став лідером атаки і штатним пенальтистом «Спортінга». Ще 20 голів у наступному чемпіонаті роблять Вілью зіркою другого іспанського дивізіону — його запрошують до молодіжної збірної, а влітку 2003 року нападник переходить до вищолігової «Сарагоси».
У новій команді Вілья теж почав виконувати пенальті і один з них допоміг «Сарагосі» здобути Кубок Іспанії, перегравши у фіналі мадридський «Реал» — 3:2. У Примері астурієць забив 18 м'ячів. Успіх у кубку країни дав клубу право виступати у Кубку УЄФА 2004/05. Там нападник вперше зустрівся з українською командою — «Сарагоса» у груповому турнірі перемогла «Дніпро» .
Відразу ж у першому сезоні за «Валенсію» Вілья забив 25 м'ячів (провівши 37 ігор) у Примері і став другим (після Самюеля Ето'о) найкращим бомбардиром чемпіонату. За всю історію «Валенсії» тільки двоє людей забивали за одну першість більше голів. Результат Давида Вільї став третім показником за всі часи.
За «Валенсію» Вілья виступав з 2005 року. За цей час він зіграв у 167 матчах Прімери, і забив 107 голів.
19 травня 2010 року Вілья перейшов у «Барселону», яка заплатила за трансфер форварда 55,48 млн. доларів (40 млн. євро); контракт було підписано на 4 роки з можливістю продовження ще на сезон.
15 грудня 2011 року у півфіналі клубного чемпіонату світу в Йокогамі проти катарського «Садда» Давід зламав велику гомілкову кістку лівої ноги, за попередніми прогнозами лікарів, на його одужання піде 4-6 місяців.
Протягом 2013—2014 років грав за мадридський «Атлетіко», після чого влітку 2014 року став гравцем новоствореного американського клубу «Нью-Йорк Сіті». Враховуючи більш пізній старт змагань у MLS, був відданий новим клубом у короткочасну оренду до австралійського «Мельбурн Сіті» для підтримки ігрових кондицій. З початком змагань у північноамериканській футбольній лізі сезону 2015 року дебютував за «Нью-Йорк Сіті» і протягом наступних чотирьох років був головною ударною силою його команди. Граючи у США, у квітні 2018 року став автором непресічного для сучасного футболу досягнення, забивши свій 400-й гол у професійній кар'єрі.
Сезон 2019 року 37-річний на той час нападник розпочав у японському клубі «Віссел» (Кобе), в якому воз'єднався зі своїм багаторічним партнером по «Барселоні» і збірній Іспанії Андресом Іньєстою.

## Виступи за збірну
Дебютував у національній збірній Іспанії 9 лютого 2005 проти Сан-Марино.
Учасник чемпіонату світу 2006 року, на тогорічній світовій першості забив 3 голи, 2 з них — у матчі групового турніру у ворота збірної України.
Чемпіон Європи 2008 року.
Був включений до складу збірної Іспанії для участі у світовій першості 2010 року, за результатами якого іспанці уперше в історії стали чемпіонами світу. Під час фінального турніру у Південно-Африканськії Республіці був основним нападником команди, провівши на полі усі сім матчів іспанців на турнірі. Під час світової першості забив 5 м'ячів, ставши одним з найкращих бомбардирів турніру (стільки ж голів забили ще 3 гравці).
26 березня 2011 року у матчі із збірною Чехії Вілья забив свій 45-й гол у формі збірної і став найкращим бомбардиром в її історії, обійшовши за цим показником Рауля.
Через перелом великої гомілкової кістки 15 грудня 2011 року нападник не зміг зіграти на чемпіонаті Європи 2012. Попри відсутність одного зі своїх найкращих гравців «червона фурія» захистила титул найсильнішої збірної Старого Світу, однак травма завадила Вільї стати дворазовим чемпіоном Європи.
Відновившись після травми, форвард повернувся до лав національної команди, регулярно виходив на поле у її складі і відзначався забитими голами, проте знову стати ключовою фігурою у нападі іспанців вже не зміг. Його останнім великим турніром у складі збірної став чемпіонат світу 2014 року, на якому Вілья виходив на поле лише в одній грі групового етапу проти австралійців, в якій відзначився забитим голом, учергово оновивши рекорд з кількості забитих за збірну Іспанії голів, який досяг 59 влучних ударів. А вже наступна гра Вільї у формі збірної, яка відбулася лише у вересні 2017 року, стала для нього останньою.
| Дата       | Місто                  | Господарі            | Результат               | Гості                | Турнір                | Голи | Примітки  |
| ---------- | ---------------------- | -------------------- | ----------------------- | -------------------- | --------------------- | ---- | --------- |
| 9-2-2005   | Альмерія               | Іспанія              | 5 – 0                   | Сан-Марино           | Відбір до ЧС 2006     | -    | 46'       |
| 8-10-2005  | Брюссель               | Бельгія              | 0 – 2                   | Іспанія              | Відбір до ЧС 2006     | -    | 55'       |
| 13-10-2005 | Серравалле             | Сан-Марино           | 0 – 6                   | Іспанія              | Відбір до ЧС 2006     | -    | 58'       |
| 16-11-2005 | Братислава             | Словаччина           | 1 – 1                   | Іспанія              | Відбір до ЧС 2006     | 1    | 61'       |
| 1-3-2006   | Вальядолід             | Іспанія              | 3 – 2                   | Кот-д'Івуар          | товариський матч      | 1    |           |
| 27-5-2006  | Альбасете              | Іспанія              | 0 – 0                   | Росія                | товариський матч      | -    | 61'       |
| 3-6-2006   | Ельче                  | Іспанія              | 2 – 0                   | Єгипет               | товариський матч      | -    | 46'       |
| 7-6-2006   | Женева                 | Іспанія              | 2 – 1                   | Хорватія             | товариський матч      | -    | 62'       |
| 14-6-2006  | Лейпциг                | Іспанія              | 4 – 0                   | Україна              | ЧС 2006 - 1-й етап    | 2    | 55'       |
| 19-6-2006  | Штутгарт               | Іспанія              | 3 – 1                   | Туніс                | ЧС 2006 - 1-й етап    | -    | 57'       |
| 23-6-2006  | Кайзерслаутерн         | Саудівська Аравія    | 0 – 1                   | Іспанія              | ЧС 2006 - 1-й етап    | -    | 46'       |
| 27-6-2006  | Ганновер               | Іспанія              | 1 – 3                   | Франція              | ЧС 2006 - 1/8 фіналу  | 1    | 54'       |
| 15-8-2006  | Рейк'явік              | Ісландія             | 0 – 0                   | Іспанія              | товариський матч      | -    |           |
| 2-9-2006   | Бадахос                | Іспанія              | 4 – 0                   | Ліхтенштейн          | Відбір до ЧЄ 2008     | 2    | 41' - 62' |
| 6-9-2006   | Белфаст                | Північна Ірландія    | 3 – 2                   | Іспанія              | Відбір до ЧЄ 2008     | 1    |           |
| 7-10-2006  | Стокгольм              | Швеція               | 2 – 0                   | Іспанія              | Відбір до ЧЄ 2008     | -    |           |
| 11-10-2006 | Мурсія                 | Іспанія              | 2 – 1                   | Аргентина            | товариський матч      | 1    | 90'       |
| 15-11-2006 | Кадіс                  | Іспанія              | 0 – 1                   | Румунія              | товариський матч      | -    |           |
| 7-2-2007   | Манчестер              | Англія               | 0 – 1                   | Іспанія              | товариський матч      | -    | 75'       |
| 24-3-2007  | Мадрид                 | Іспанія              | 2 – 1                   | Данія                | Відбір до ЧЄ 2008     | 1    | 76'       |
| 28-3-2007  | Пальма (місто)         | Іспанія              | 1 – 0                   | Ісландія             | Відбір до ЧЄ 2008     | -    |           |
| 2-6-2007   | Рига                   | Латвія               | 0 – 2                   | Іспанія              | Відбір до ЧЄ 2008     | -    |           |
| 6-6-2007   | Вадуц                  | Ліхтенштейн          | 0 – 2                   | Іспанія              | Відбір до ЧЄ 2008     | 2    |           |
| 22-8-2007  | Салоніки               | Греція               | 2 – 3                   | Іспанія              | товариський матч      | -    | 76'       |
| 8-9-2007   | Рейк'явік              | Ісландія             | 1 – 1                   | Іспанія              | Відбір до ЧЄ 2008     | -    |           |
| 12-9-2007  | Ов'єдо                 | Іспанія              | 2 – 0                   | Латвія               | Відбір до ЧЄ 2008     | -    | 48'       |
| 17-11-2007 | Мадрид                 | Іспанія              | 3 – 0                   | Швеція               | Відбір до ЧЄ 2008     | -    | 52'       |
| 21-11-2007 | Лас-Пальмас            | Іспанія              | 1 – 0                   | Північна Ірландія    | Відбір до ЧЄ 2008     | -    | 67'       |
| 6-2-2008   | Малага                 | Іспанія              | 1 – 0                   | Франція              | товариський матч      | -    | 46'       |
| 26-3-2008  | Ельче                  | Іспанія              | 1 – 0                   | Італія               | товариський матч      | 1    | 46' - 54' |
| 31-5-2008  | Уельва                 | Іспанія              | 2 – 1                   | Перу                 | товариський матч      | 1    | 76'       |
| 10-6-2008  | Інсбрук                | Іспанія              | 4 – 1                   | Росія                | ЧЄ 2008 - 1-й етап    | 3    |           |
| 14-6-2008  | Інсбрук                | Швеція               | 1 – 2                   | Іспанія              | ЧЄ 2008 - 1-й етап    | 1    |           |
| 22-6-2008  | Відень                 | Іспанія              | 0 – 0 д.ч. (4 – 2 п.п.) | Італія               | ЧЄ 2008 - чвертьфінал | -    | 72'       |
| 26-6-2008  | Відень                 | Росія                | 0 – 3                   | Іспанія              | ЧЄ 2008 - півфінал    | -    | 34'       |
| 20-8-2008  | Копенгаген             | Данія                | 0 – 3                   | Іспанія              | товариський матч      | -    | 46'       |
| 6-9-2008   | Мурсія                 | Іспанія              | 1 – 0                   | Боснія і Герцеговина | Відбір до ЧС 2010     | 1    | 84'       |
| 10-9-2008  | Альбасете              | Іспанія              | 4 – 0                   | Вірменія             | Відбір до ЧС 2010     | 2    |           |
| 11-10-2008 | Таллінн                | Естонія              | 0 – 3                   | Іспанія              | Відбір до ЧС 2010     | 1    | 70'       |
| 15-10-2008 | Брюссель               | Бельгія              | 1 – 2                   | Іспанія              | Відбір до ЧС 2010     | 1    | 88'       |
| 19-11-2008 | Вілярреаль             | Іспанія              | 3 – 0                   | Чилі                 | товариський матч      | 1    | 53' - 57' |
| 11-2-2009  | Севілья                | Іспанія              | 2 – 0                   | Англія               | товариський матч      | 1    | 56'       |
| 28-3-2009  | Мадрид                 | Іспанія              | 1 – 0                   | Туреччина            | Відбір до ЧС 2010     | -    | 63'       |
| 9-6-2009   | Баку                   | Азербайджан          | 0 – 6                   | Іспанія              | товариський матч      | 3    | 46'       |
| 14-6-2009  | Рустенбург             | Нова Зеландія        | 0 – 5                   | Іспанія              | Кубок Конфедерацій    | 1    |           |
| 17-6-2009  | Блумфонтейн            | Іспанія              | 1 – 0                   | Ірак                 | Кубок Конфедерацій    | 1    | 75'       |
| 20-6-2009  | Блумфонтейн            | Іспанія              | 2 – 0                   | ПАР                  | Кубок Конфедерацій    | 1    | 60'       |
| 24-6-2009  | Блумфонтейн            | Іспанія              | 0 – 2                   | США                  | Кубок Конфедерацій    | -    |           |
| 28-6-2009  | Рустенбург             | Іспанія              | 3 – 2 д.ч.              | ПАР                  | Кубок Конфедерацій    | -    | 57'       |
| 12-8-2009  | Скоп'є                 | Північна Македонія   | 2 – 3                   | Іспанія              | товариський матч      | -    | 46'       |
| 6-9-2009   | Ла-Корунья             | Іспанія              | 5 – 0                   | Бельгія              | Відбір до ЧС 2010     | 2    |           |
| 9-9-2009   | Мерида                 | Іспанія              | 3 – 0                   | Естонія              | Відбір до ЧС 2010     | -    | 67'       |
| 14-11-2009 | Мадрид                 | Іспанія              | 2 – 1                   | Аргентина            | товариський матч      | -    | 83'       |
| 18-11-2009 | Відень                 | Австрія              | 1 – 5                   | Іспанія              | товариський матч      | 2    | 46'       |
| 3-3-2010   | Сен-Дені               | Франція              | 0 – 2                   | Іспанія              | товариський матч      | 1    | 46'       |
| 29-5-2010  | Інсбрук                | Іспанія              | 3 – 2                   | Саудівська Аравія    | товариський матч      | 1    | 70'       |
| 3-6-2010   | Інсбрук                | Іспанія              | 1 – 0                   | Південна Корея       | товариський матч      | -    | 58'       |
| 8-6-2010   | Мурсія                 | Іспанія              | 6 – 0                   | Польща               | товариський матч      | 1    | 66'       |
| 16-6-2010  | Дурбан                 | Іспанія              | 0 – 1                   | Швейцарія            | ЧС 2010 - 1-й етап    | -    |           |
| 21-6-2010  | Йоганнесбург           | Іспанія              | 2 – 0                   | Гондурас             | ЧС 2010 - 1-й етап    | 2    |           |
| 25-6-2010  | Преторія               | Чилі                 | 1 – 2                   | Іспанія              | ЧС 2010 - 1-й етап    | 1    |           |
| 29-6-2010  | Кейптаун               | Іспанія              | 1 – 0                   | Португалія           | ЧС 2010 - 1/8 фіналу  | 1    | 88'       |
| 3-7-2010   | Йоганнесбург           | Іспанія              | 1 – 0                   | Парагвай             | ЧС 2010 - чвертьфінал | 1    |           |
| 6-7-2010   | Дурбан                 | Німеччина            | 0 – 1                   | Іспанія              | ЧС 2010 - півфінал    | -    | 81'       |
| 11-7-2010  | Йоганнесбург           | Нідерланди           | 0 – 1                   | Іспанія              | ЧС 2010 - Фінал       | -    | 106'      |
| 3-9-2010   | Вадуц                  | Ліхтенштейн          | 0 – 4                   | Іспанія              | Відбір до ЧЄ 2012     | 1    |           |
| 7-9-2010   | Буенос-Айрес           | Аргентина            | 4 – 1                   | Іспанія              | товариський матч      | -    | 46'       |
| 8-10-2010  | Саламанка              | Іспанія              | 3 – 1                   | Литва                | Відбір до ЧЄ 2012     | -    | 76'       |
| 12-10-2010 | Глазго                 | Шотландія            | 2 – 3                   | Іспанія              | Відбір до ЧЄ 2012     | 1    |           |
| 17-11-2010 | Лісабон                | Португалія           | 4 – 0                   | Іспанія              | товариський матч      | -    | 46'       |
| 9-2-2011   | Мадрид                 | Іспанія              | 1 – 0                   | Колумбія             | товариський матч      | -    | 56'       |
| 26-3-2011  | Гранада                | Іспанія              | 2 – 1                   | Чехія                | Відбір до ЧЄ 2012     | 2    |           |
| 29-3-2011  | Каунас                 | Литва                | 1 – 3                   | Іспанія              | Відбір до ЧЄ 2012     | -    | 54'       |
| 4-6-2011   | Фоксборо (Массачусетс) | США                  | 0 – 4                   | Іспанія              | товариський матч      | -    | 46'       |
| 7-6-2011   | Пуерто-ла-Крус         | Венесуела            | 0 – 3                   | Іспанія              | товариський матч      | 1    | 46'       |
| 10-8-2011  | Барі                   | Італія               | 2 – 1                   | Іспанія              | товариський матч      | -    | 47'       |
| 2-9-2011   | Санкт-Галлен           | Іспанія              | 3 – 2                   | Чилі                 | товариський матч      | -    | 46'       |
| 6-9-2011   | Логроньо               | Іспанія              | 6 – 0                   | Ліхтенштейн          | Відбір до ЧЄ 2012     | 2    |           |
| 7-10-2011  | Прага                  | Чехія                | 0 – 2                   | Іспанія              | Відбір до ЧЄ 2012     | -    | 61'       |
| 11-10-2011 | Аліканте               | Іспанія              | 3 – 1                   | Шотландія            | Відбір до ЧЄ 2012     | 1    |           |
| 12-11-2011 | Лондон                 | Англія               | 1 – 0                   | Іспанія              | товариський матч      | -    |           |
| 15-11-2011 | Сан-Хосе               | Коста-Рика           | 2 – 2                   | Іспанія              | товариський матч      | 1    |           |
| 7-9-2012   | Понтеведра             | Іспанія              | 5 – 0                   | Саудівська Аравія    | товариський матч      | 1    | 53'       |
| 12-10-2012 | Мінськ                 | Білорусь             | 0 – 4                   | Іспанія              | Відбір до ЧС 2014     | -    | 76'       |
| 14-11-2012 | Панама                 | Панама               | 1 – 5                   | Іспанія              | товариський матч      | 1    | 73'       |
| 6-2-2013   | Доха                   | Іспанія              | 3 – 1                   | Уругвай              | товариський матч      | -    | 46'       |
| 22-3-2013  | Хіхон                  | Іспанія              | 1 – 1                   | Фінляндія            | Відбір до ЧС 2014     | -    | 65'       |
| 26-3-2013  | Сен-Дені               | Франція              | 0 – 1                   | Іспанія              | Відбір до ЧС 2014     | -    | 61'       |
| 12-6-2013  | Нью-Йорк               | Іспанія              | 2 – 0                   | Ірландія             | товариський матч      | -    | 59'       |
| 20-6-2013  | Ріо-де-Жанейро         | Іспанія              | 10 – 0                  | Таїті                | Кубок Конфедерацій    | 3    |           |
| 23-6-2013  | Форталеза              | Нігерія              | 0 – 3                   | Іспанія              | Кубок Конфедерацій    | -    | 75'       |
| 30-6-2013  | Ріо-де-Жанейро         | Бразилія             | 3 – 0                   | Іспанія              | Кубок Конфедерацій    | -    | 51'       |
| 6-9-2013   | Гельсінкі              | Фінляндія            | 0 – 2                   | Іспанія              | Відбір до ЧС 2014     | -    | 55'       |
| 16-11-2013 | Малабо                 | Екваторіальна Гвінея | 1 – 2                   | Іспанія              | товариський матч      | -    | 58'       |
| 19-11-2013 | Йоганнесбург           | ПАР                  | 1 – 0                   | Іспанія              | товариський матч      | -    | 57'       |
| 7-6-2014   | Лендовер               | Сальвадор            | 0 – 2                   | Іспанія              | товариський матч      | 2    | 46'       |
| 23-6-2014  | Куритиба               | Австралія            | 0 – 3                   | Іспанія              | ЧС 2014 - 1-й етап    | 1    | 57'       |
| 2-9-2017   | Мадрид                 | Іспанія              | 3 – 0                   | Італія               | Відбір до ЧС 2018     | -    | 89'       |
| Усього     |                        | Матчів (10 місце)    | 98                      |                      | Голів (1 місце)       | 59   |           |

## Титули та досягнення

### Клубні
Реал Сарагоса
- Копа дель Рей (1): 2003–04
- Суперкубок Іспанії (1): 2004

Валенсія
- Копа дель Рей(1): 2007–08

Барселона
- Ла-Ліга (2): 2010–11, 2012–13
- Копа дель Рей (1): 2011–12
- Суперкубок Іспанії (2): 2010, 2011
- Ліга чемпіонів УЄФА (1): 2010–11
- Суперкубок УЄФА (1): 2011
- Клубний чемпіонат світу (1): 2011

Атлетіко (Мадрид)
- Ла-Ліга (1): 2013–14

Віссел Кобе
- Кубок Імператора (1): 2019

### Збірна
Іспанія
- Чемпіонат світу (1): 2010
- Чемпіонат Європи (1) : 2008
- Найкращий бомбардир чемпіонату Європи: 2009 (4 голи)